# フォース&タウン
フォース&タウン（Forth & Towne）は、ギャップが運営していた洋服のブランド名。35歳以上の女性をターゲットとしていた。アレゴリー（Allegory）、ボキャブラリー （Vocabulary）、プライズ（Prize）、ギャップ・エディション（Gap Edition）の4つのインブランドを販売していた。アクセサリー類なども扱っており、2005年8月からアメリカでブランドのテスト店舗を展開し、日本法人も設立するなどしていた。
2007年2月26日にギャップはフォース&タウンのブランド撤退を発表した。これに伴い4000万ドルの損出を2四半期にわたって計上している。閉鎖後にギャップが展開するオールド・ネイビーやバナナ・リパブリックなどの店舗で在庫品を取り扱っていた。